# Bice Melzi d'Eril
Bice Melzi d'Eril (Milano, 22 gennaio 1832 – Milano, 24 ottobre 1865) è stata una nobile italiana.

## Biografia
Beatrice Melzi d'Eril, in famiglia chiamata Bice, era figlia di Carlo, conte di Magenta, e della contessa Carolina Barbiano di Belgiojoso d'Este.
Discendeva in linea diretta da Francesco Melzi d'Eril, appartenente al patriziato milanese, che aveva promosso le fortune sociali della famiglia. Al tempo di Napoleone Francesco Melzi d'Eril aveva ricoperto la carica di vicepresidente della neonata Repubblica italiana. Bice Melzi d'Eril fu messa nel collegio delle Dame Inglesi a Vicenza, da dove fu ritirata nel 1848, allo scoppio della Prima guerra d'indipendenza italiana.
Lo scrittore e critico letterario Tommaso Gallarati Scotti (1878 – 1966) - che era nipote di Giacomo Melzi d'Eril, fratello di Bice - dedicò a Bice Melzi d'Eril commosse parole: «Però col tempo venni a sapere di lei cose che infiammarono le mie passioni di adolescente: zia Bice era morta giovanissima, morta di amore per un poeta, per un eroe garibaldino. Poi sui vent’anni mi capitò tra le mani il romanzo: Le confessioni di un ottuagenario (allora si intitolava così). E leggendo quella specie di poema dei cento anni della storia dell’anima del Risorgimento, con una avidità solo paragonabile a quella con cui divorai Guerra e Pace, scoprii Bice Melzi e mi parve di poterla confondere con la Pisana, la più potente e poetica figura di donna della nostra letteratura dell’Ottocento.»
Bice Melzi d'Eril sposò a Milano Carlo Gobio, appartenente alla nobiltà mantovana, il 19 ottobre 1853. Portava una dote di 90.000 Lire di Milano, più un corredo di abiti e di effetti personali, del valore di 10.000 Lire. Nel corredo personale erano comprese acque odorifere, cuffie da notte, mantiglie di pizzo, ventagli di piume, camicie di tela d'Irlanda o di mussola, calze di seta, borse di velluto, nastri, abiti di foulard di cachemire o di percalle, cappelli di raso, ombrelli di pizzo, guanti, sciarpe e una stola di ermellino per recarsi alla Scala. La giovane coppia abitava a Milano, in casa Belgioioso, in contrada dei Moriggi. Dal matrimonio nacquero tre figli: Bimba, morta poco dopo la nascita, Maria Carolina nel 1856 e Francesco Cesare nel 1865. Carlo Gobio possedeva una villa a Bellagio, poco lontana, ma meno sfarzosa, rispetto a villa Melzi d'Eril.

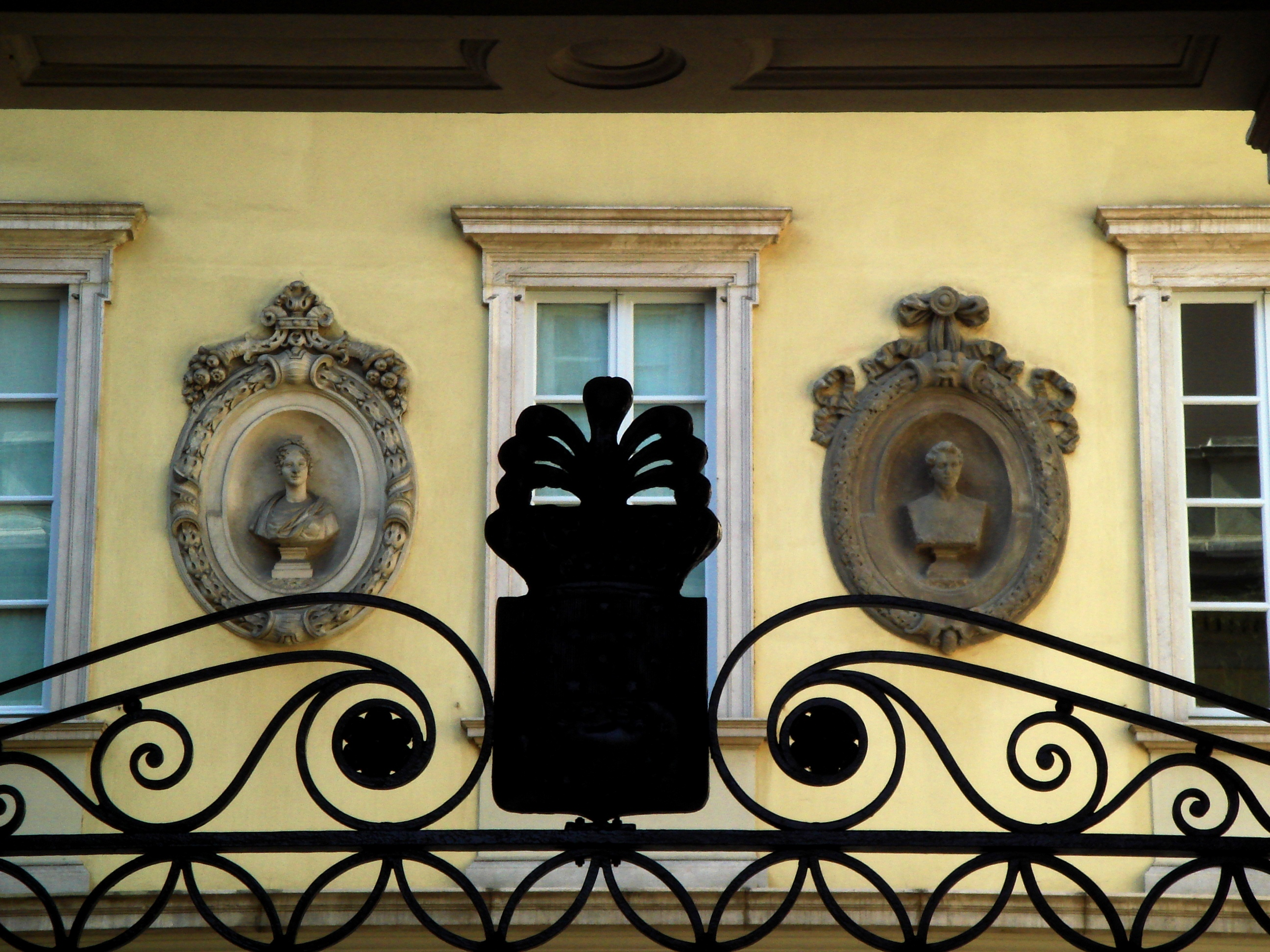
Milano, cortile palazzo di Francesco Melzi D'Eril in via Manin

### Bice Gobio incontra Ippolito Nievo
I coniugi Gobio vivevano a Milano. Ippolito Nievo, nelle sue Lettere ricorda per la prima volta la giovane coppia di sposi, in occasione di una loro in visita a Mantova, con queste poche e secche parole: «L'altr'jeri sono arrivati gli sposi Gobio che passeranno quì il Carnevale.»
Carlo Gobio (1827-1890) era legato ad Ippolito Nievo da un doppio legame di parentela. Carlo era infatti figlio di Federico Gobio e di Laura Nievo, sorellastra di Antonio Nievo, il padre di Ippolito. Ma Laura era figlia di primo letto di Alessandro Nievo (nonno di Ippolito) il quale in seconde nozze aveva sposato Marianna Gobio, sorella di Federico Gobio. Oltre alla doppia parentela, le famiglie Gobio e Nievo erano strette da legami di vicinanza (sia Nievo, sia i Gobio avevano palazzi di famiglia a Mantova). Ippolito Nievo iniziò una corrispondenza col cugino Carlo, più tardi prese l'abitudine di scrivere anche a Bice, indirizzando le lettere sia a Milano, sia a Bellagio, a villa Gobio, dove fu più volte ospite, nei rari periodi di riposo.
Nievo passò lunghi periodi a Milano: frequentava il salotto di Clara Maffei; pubblicava, su testate milanesi, novelle e articoli di attualità e di moda femminile; sedeva al caffè Martini, luogo di incontro per scrittori, editori e cantanti; andava alla Scala, ospite nel palco Melzi d'Eril.
A Milano Ippolito Nievo conobbe Caterina Melzi d'Eril - maritata Curti, detta in famiglia Catterina o Catti e sorella maggiore di Bice - cui scrisse poi lettere vivaci, amichevoli, scintillanti, con qualche allusione maliziosa, in particolare su giornate passate insieme sul Lago di Como. Sui reali rapporti di Ippolito Nievo con le due sorelle Bice e Caterina Melzi d'Eril i pareri sono differentiː il critico letterario Dino Mantovani e Tommaso Gallarati Scotti ammettono che Ippolito abbia allacciato relazione amorosa, in tempi successivi, prima con Caterina e poi con Bice; mentre la famiglia Gobio ha sempre respinto drasticamente ogni ipotesi di legame sentimentale.
Nel ritratto, dipinto da Giacomo Albé, Bice Melzi d'Eril è nel pieno della sua gioventùː i capelli, lisci e scuri, spartiti al centro e raccolti morbidamente dietro la nuca; gli occhi neri, grandi e profondi.

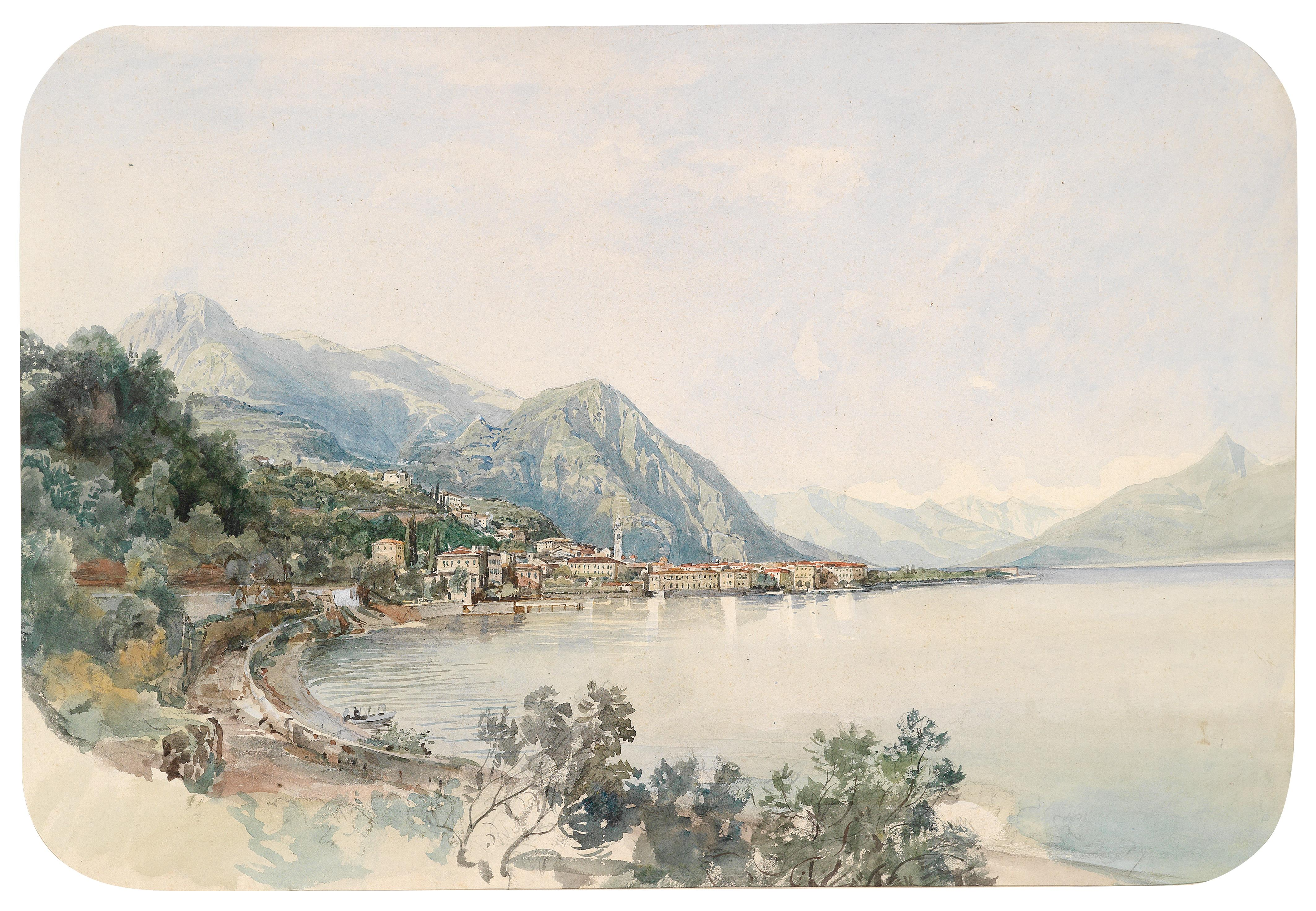
Thomas Ender Blick, Bellagio

### Lettere garibaldine
Il nucleo più importante delle lettere di Ippolito Nievo a Bice Melzi d'Eril è parte integrante delle sue Lettere garibaldine. Sono quelle che egli le scrisse durante la Campagna garibaldina del 1859, quando militava tra le Guide dei Cacciatori delle Alpi, e quelle che le scrisse durante la campagna del 1860. Ippolito Nievo, uno dei Mille di Garibaldi, spediva le sue lettere da Palermo o da Napoli a Milano, a casa Gobio, nel timore che se le avesse indirizzate a Mantova, a palazzo Nievo, sarebbero state intercettate dalla censura austriaca. Nella busta inseriva anche lettere per sua madre o per i suoi fratelli. Le Lettere garibaldine di Ippolito Nievo, oltre al valore letterario, hanno un valore storico e documentario.

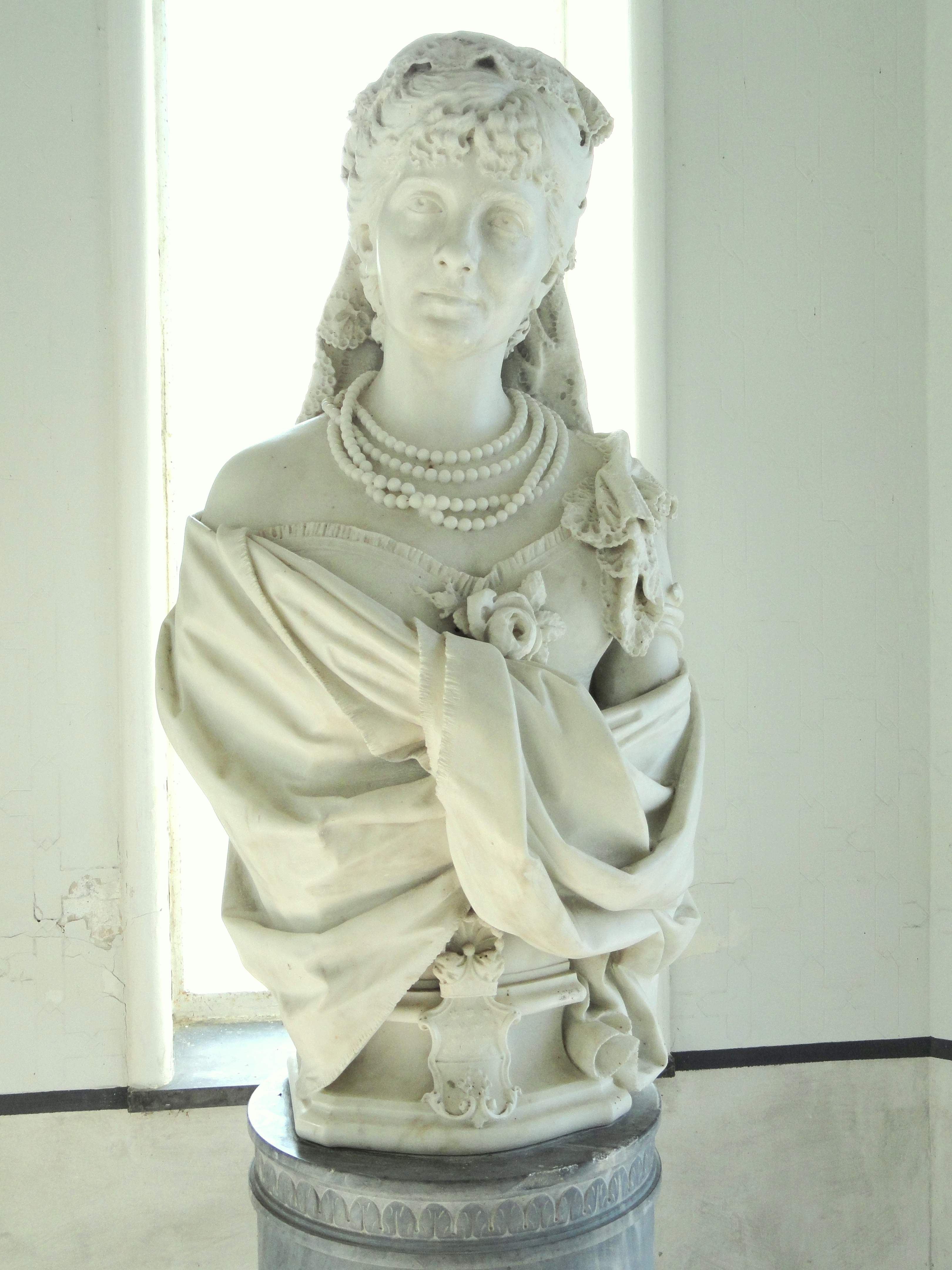
Giuseppina Melzi d'Eril Barbò (1830-1923), moglie di Lodovico Melzi d'Eril (Bellagio)

A settembre 1860 Ippolito Nievo era vice intendente dell'esercito garibaldino in Sicilia. Governava un migliaio di impiegati, divisi fra la sede centrale a palazzo dei Normanni e le sedi sparse sull'isola. Il suo ruolo, per grado e per stipendio, era pari a quello del rettore dell'Università di Palermo. Lo mandò a chiamare il prodittatore Agostino Depretis. Problemi burocratici? No, Depretis sorridendo gli consegnò una lettera di Bice: una Melzi d'Eril sapeva come far viaggiare la sua posta, per canali diplomatici.

### Nievo tra i Mille
Alla partenza da Quarto, il 5 maggio 1860, Ippolito Nievo scrisse a suo fratello minore Alessandro e a suo padre Antonio lettere, in cui annunciava che andava con Garibaldi a liberare la Sicilia. Poi un lungo silenzio, fino al 28 maggio, quando a Palermo si stabilì una tregua. Salpava il postale e Ippolito Nievo scrisse alla cugina Bice, per raccontarle episodi salienti dell'avventura garibaldina:
(Ippolito Nievo, Lettere)
Nella lettera a sua cugina Bice del 24 giugno 1860, c'è un pittoresco autoritratto di Nievo, che entra a Palermo come volontario garibaldino:
(Ippolito Nievo, Lettere)

### L'ultima lettera a Bice
Sulla lettera di Ippolito Nievo a Bice, datata 23 febbraio 1861, gli storici e i nievisti hanno meditato. Nievo è in partenza da Palermo per Napoli e proseguirà per Genova, per poi raggiungere, il più presto possibile, la destinazione finale: l'intendenza dell'esercito che è già a Torino. Ha il compito di portare con sé personale dell'intendenza palermitana e documenti contabili sulla Spedizione dei Mille. Ma la data della partenza fu spostata. Perché, e da chi? Scrive Nievo:
«Dicono che l'inferno è tutto selciato di buone intenzioni. Io non lo credo - perché vi ha tanta copia di cattive e orribili azioni nel mondo, tanta abbondanza di assassinii, di imposture, di tradimenti che non rimarrà posto laggiù per un pavimento di mezzo carattere.»
Ippolito Nievo sembra di malumore, anche perché non riceveva lettere da sua mamma e dalla cugina Bice.
«Quando mai - continua la lettera - la Provvidenza m'ha stampato così scioccamente schiavo del dovere, ch' io mi inducessi a ravvolgermi di nuovo in queste pastoje dopo essermene così felicemente liberato! [...] Meno male che Giovedì o alla più lunga Domenica questa vitaccia sarà finita, e rivedrò Napoli e Genova e Milano.»
Il battello a ruote Ercole, con a bordo Ippolito Nievo, salpato dal porto di Palermo, non arriverà mai a Napoli.

### Gli anni del lutto
Dopo la morte di Ippolito Nievo, scomparso nel naufragio del vapore Ercole, nella notte fra il 4 e il 5 marzo 1861, Bice Melzi d'Eril cadde in una depressione profonda, da cui non si riebbe neppure con la nascita dell'ultimo suo figlio, Francesco Cesare. Alle sue mani Nievo aveva affidato il manoscritto originale de Le confessioni d'un italiano. Si vestì sempre a lutto, a volte cantava brani della Traviata. 
Bice Melzi d'Eril, persona vera, era prigioniera del suo mondo romantico; la Pisana invece, creatura inventata, voleva essere padrona delle sue scelte e del suo destino. Andreina Ciceri ha scritto, su Bice Melziː «Certo è che quella pallida figura di silenzio, che si spegne per lenta consunzione, non ci richiama in nulla la complessa e vitalissima figura della Pisana, che raccoglie in sé lampi d'ogni donnaː creatura solare nata da una fantasia giovane.» La Pisana infatti assomiglia più all'estrosa e capricciosa Caterina Melzi d'Eril. Un altro ritratto di Bice Melzi d'Eril, dipinto da Giacomo Albé, la coglie nella funerea tristezza del suo abito da lutto. Svanita è la sua bellezza mediterranea.
Carlo Gobio annunciò il decesso della moglie con queste delicate parole, indirizzate a suo fratello Innocente, il 24 ottobre 1865: «Carlo bisogna proprio che tu faccia il sacrificio - mi ha detto due giorni fa; e l'ho dovuto proprio fare, mio Innocente. Questa notte Ella si partì confortata dalla religione e così dolcemente da parer bene che i più infelici restavamo io e i figli. Fo trasportare la di lei salma a Bellagio dove Ella più volte mi manifestò il desiderio di essere sepolta.»

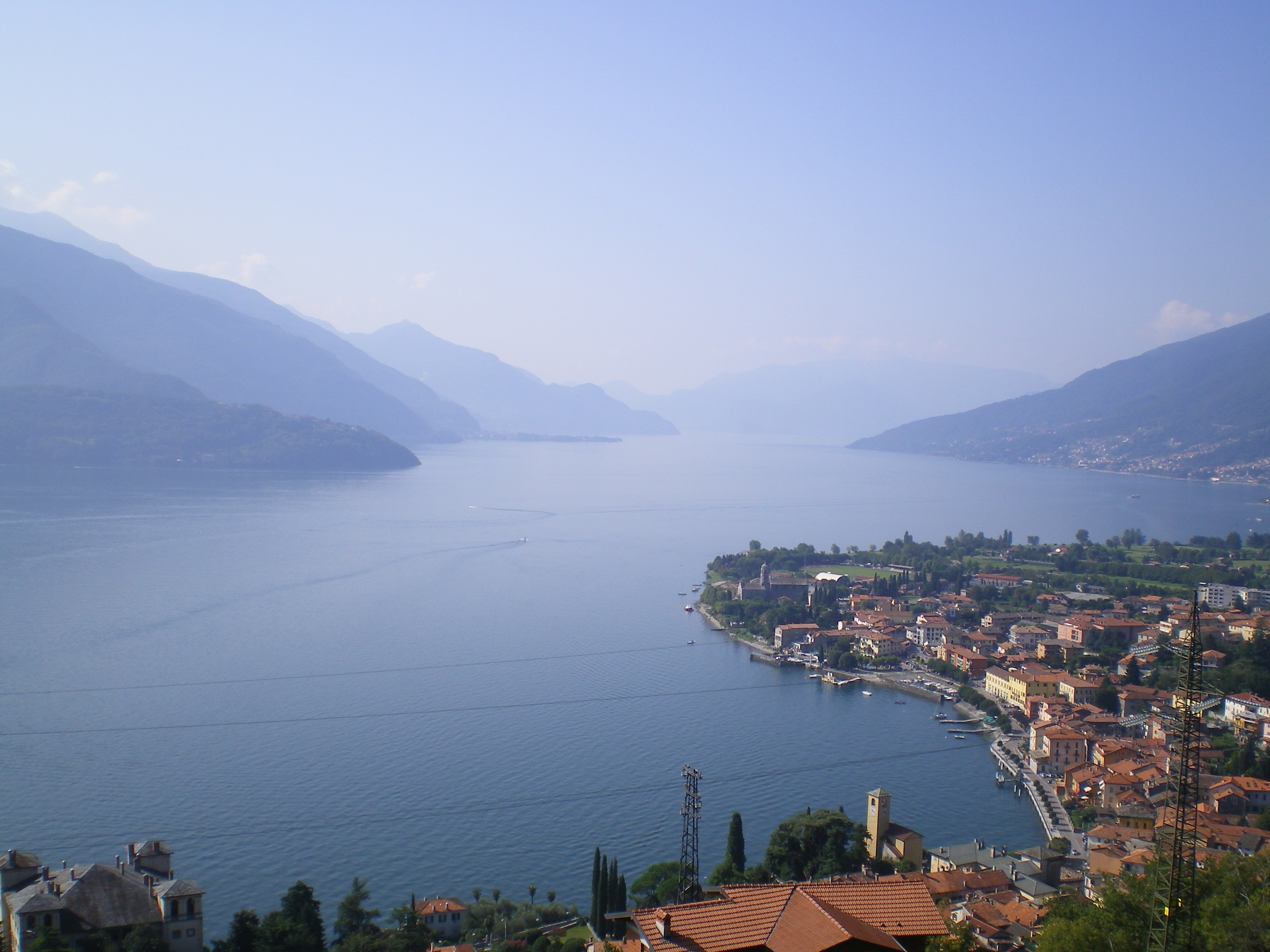
Gravedona

All'Archivio di Stato di Mantova, nel "Fondo Gobio"  si conserva in originale l'elenco dei beni lasciati in eredità da Bice Melzi d'Eril. Gli effetti preziosi, tra cui le boccole di diamanti e l'anello d'oro con solitario, erano valutati Lire 2.385 di Milano. Gli effetti personali, valutati 1.286 Lire, riflettevano gli ultimi anni di sofferenza e di vita solitaria della donna. C'era una moltitudine di fazzoletti e poi vestiti di lana, camicette, un abito di seta viola, un vestito di raso nero molto usato, un velo nero di pizzo. Unico ricordo dei bei tempi andati: la stola di ermellino.
La famiglia Nievo chiese alla famiglia Gobio uno scambio di lettereː Carlo Gobio restituì così le lettere di Ippolito Nievo e Carlo Nievo, fratello di Ippolito, restituì quelle di Bice, che andarono poi perdute.
La salma di Bice Melzi d'Eril fu dunque sepolta a Bellagio, ma non è chiaro se la sua tomba fosse nella cappella privata di villa Melzi d'Eril, oppure nel parco di villa Gobio. Poiché Carlo Gobio vendette la sua villa di Bellagio nel 1873 è verosimile che Bice Melzi d'Eril fosse sepolta nella cappella privata della sua famiglia di origine.
Alla morte della sorella, Caterina Melzi d'Eril vedova Curti, i resti di Bice attraversarono il lago di Como, trasferiti nella villa Curti di Gravedona. Da allora le due sorelle Bice e Caterina Melzi d'Eril riposano l'una accanto all'altra.